# Hindsia violacea
Hindsia violacea är en måreväxtart som beskrevs av George Bentham och John Lindley. Hindsia violacea ingår i släktet Hindsia och familjen måreväxter. Inga underarter finns listade i Catalogue of Life.